# الكويت في دورة الألعاب الجامعية العالمية الصيفية 2021
الكويت شاركت في الألعاب الجامعية الصيفية العالمية 2021 في تشنغدو، الصين، التي أقيمت من 28 يوليو إلى 8 أغسطس 2023.

## المنافسون
| الرياضة     | رجال | سيدات | المجموع |
| ----------- | ---- | ----- | ------- |
| ألعاب القوى | 3    | 0     | 3       |
| السباحة     | 2    | 0     | 2       |

## ألعاب القوى
رجال
| الرياضي                     | المنافسة     | التصفيات | التصفيات | النهائي  | النهائي  |
| الرياضي                     | المنافسة     | النتيجة  | الترتيب  | النتيجة  | الترتيب  |
| --------------------------- | ------------ | -------- | -------- | -------- | -------- |
| هاشم العلي                  | الوثب العالي | 2.00     | 24       | لم يتأهل | لم يتأهل |
| عبدالله الزنكوي             | رمي القرص    | —        | —        | NM       | NM       |
| محمد خان (لاعب رمي المطرقة) | رمي المطرقة  | 55.58    | 21       | لم يتأهل | لم يتأهل |

## السباحة
رجال
| الرياضي        | المنافسة      | التصفيات | التصفيات | نصف النهائي | نصف النهائي | النهائي  | النهائي  |
| الرياضي        | المنافسة      | الزمن    | الترتيب  | الزمن       | الترتيب     | الزمن    | الترتيب  |
| -------------- | ------------- | -------- | -------- | ----------- | ----------- | -------- | -------- |
| علي بوعباس     | 50 متر صدر    | 32.05    | 43       | لم يتأهل    | لم يتأهل    | لم يتأهل | لم يتأهل |
| علي بوعباس     | 100 متر صدر   | 1:11.62  | 42       | لم يتأهل    | لم يتأهل    | لم يتأهل | لم يتأهل |
| وليد عبدالرزاق | 50 متر حرة    | 23.83    | 34       | لم يتأهل    | لم يتأهل    | لم يتأهل | لم يتأهل |
| وليد عبدالرزاق | 100 متر حرة   | 50.85    | 26       | لم يتأهل    | لم يتأهل    | لم يتأهل | لم يتأهل |
| وليد عبدالرزاق | 50 متر فراشة  | 24.45    | 18       | لم يتأهل    | لم يتأهل    | لم يتأهل | لم يتأهل |
| وليد عبدالرزاق | 100 متر فراشة | 55.34    | 26       | لم يتأهل    | لم يتأهل    | لم يتأهل | لم يتأهل |

## وصلات خارجية
- الموقع الرسمي نسخة محفوظة 2022-06-28 على موقع واي باك مشين.